# 1585 en science
| Années de la science : 1582 - 1583 - 1584 - 1585 - 1586 - 1587 - 1588    |
| Décennies de la science : 1550 - 1560 - 1570 - 1580 - 1590 - 1600 - 1610 |

Cet article présente les faits marquants de l'année 1585 en science.

## Événements
- 7 juin-30 septembre : première expédition de l'explorateur anglais John Davis à la recherche du passage du Nord-Ouest[1]. Le 6 août il découvre le détroit qui porte son nom entre le Groenland et l'Amérique du Nord[2].

- Giovanni Battista Benedetti énonce que la section du cône par deux plans parallèles produit deux coniques semblables[3].
- Dans son traité, La Disme (De Thiende), le mathématicien et ingénieur hollandais Simon Stevin préconise le système décimal pour les monnaies, poids et mesures[4].
- De retour à Florence après quatre ans d"étude à Pise, Galilée travaille sur le centre de gravité de certains solides[5].

## Publications
- Giovanni Battista Benedetti : Diversarum speculationum mathematicarum et physicarum liber, 1585 ;
- Francesco Barozzi : Cosmographia in quatuor libros distributa summo ordine, miraque facilitate, ac brevitate ad magnam Ptolemaei mathematicam constructionem, ad universamque astrologiam institutens, 1585, dédié au duc d'Urbino.  Cet ouvrage traite de cosmographie et du système de Ptolémée ;
- Giordano Bruno :
  - Spaccio de la Bestia Trionfante (L’Expulsion de la bête triomphante) s'attaque aux attitudes calvinistes et catholiques,
  - Cabala del cavallo Pegaseo (La Cabale du cheval Pégase), opuscule satirique, démolit systématiquement la vénérable référence aristotélicienne,
  - De gl’ heroici furori (Les Fureurs héroïques) élimine l’idée d’un monde centré, présente un univers où Dieu n’a plus de lieu,
  - Figuratio Aristotelici Physici auditus,
- Samuel Eisenmenger : Cyclopaedia Paracelsica Christiana. Drey Bücher von dem waren Ursprung und Herkommen der freyen Künsten, auch der Physiognomia, obern Wunderwercken und Witterungen, Bruxelles, 1585[6] ;
- Jacques Guillemeau : Traité des maladies de l'oeil : qui sont en nombre de cent treize, ausquelles il est suject[7] ;
- Jean Liebault : Thresor des remedes secrets pour les maladies des femmes. Pris du latin & faict François, Paris : chez Jacques du Puys, la Samaritaine, 1585 ;
- Fabrizio Mordente : Il Compasso, & … figura con li quali si possono tarif duoi mezzi des Nations Unies gran numero mar. effetti Mirabili, al tutto necessarj all'Arte, imiter natura della riz. Jean Le Clerc, Paris, 20 mars 1585, grand format ;
- Simon Stevin : La pratique d'arithmétique, 1585.
- Gerardus Mercator,  géographe flamand, publie Galliae tabulae geographicae, la troisième section de son Atlas.
- John Blagrave (en) : The mathematical ievvel, shewing the making, and most excellent vse of a singuler instrument so called, Londres, 1585.

## Naissances
- 31 janvier : Daniel Schwenter, (mort en 1636), orientaliste, mathématicien, inventeur, poète et bibliothécaire allemand.
- 12 février : Caspar Bartholin le Vieux (mort en 1629), polymathe, professeur de médecine et de théologie danois.
- 4 juillet : Jean Prévost (mort en 1631), médecin et botaniste suisse[8].
- 1er novembre : Jan Brożek (mort en 1652), mathématicien, astronome, médecin, poète, écrivain et musicien polonais.

- Jean-Baptiste Cysat (mort en 1657), jésuite, mathématicien, astronome et architecte suisse.
- Claude Mydorge (mort en 1647), mathématicien français.
- Vers 1585 : Jacques Cousinot (mort en 1646), médecin français.

## Décès

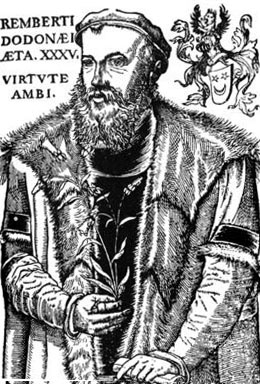
Rembert Dodoens.

- 28 février : Samuel Eisenmenger (né en 1534), médecin et mathématicien allemand.
- 10 mars : Rembert Dodoens (né en 1517), botaniste et médecin flamand.

- Taqi al-Din (né en 1526), scientifique arabe.